# Кирога, Мауро
Мауро Даниэль Кирога (исп. Mauro Daniel Quiroga; род. 7 декабря 1989[…], Консепсьон-дель-Уругвай, Энтре-Риос) — аргентинский футболист, нападающий клуба «Депортес Антофагаста».

## Клубная карьера
Кирога — воспитанник клуба «Химнасия Консепсьон». В 2008 году он дебютировал за основной состав. За два сезона игрок забил 28 мячей в 28 встречах. В 2010 году Кирога на правах аренды перешёл в испанский «Лас-Пальмас». 27 ноября в матче против «Райо Вальекано» он дебютировал в Сегунде. В этом же поединке Мауро забил свой первый гол за «Лас-Пальмас». В 2012 году Кирога перешёл в «Луго». 18 августа в матче против «Эркулеса» он дебютировал за новую команду. 1 сентября в поединке против «Кордовы» Мауро забил свой первый гол за «Луго». Летом 2013 года Кирога подписал контракт с «Алавесом». 24 августа в матче против «Лас-Пальмас» он дебютировал за новый клуб. 12 октября в поединке против «Мирандес» Мауро забил свой первый гол за «Алавес».
В 2014 году Кирога вернулся на родину, став игроком «Атлетико Рафаэла». 13 сентября в матче против «Эстудиантес» он дебютировал в аргентинской Примере. В начале 2016 года Мауро вернулся в «Химнасию Консепсьон». Летом того же года Кирога перешёл в «Сан-Мартин Тукуман». 8 октября в матче против «Вилья Далмине» он дебютировал в Примера B Насьональ. 16 октября в поединке против «Браун де Абруге» Мауро забил свой первый гол за «Сан-Мартин Тукуман».
Летом 2017 года Кирога подписал контракт с «Архентинос Хуниорс». 1 октября в матче против «Расинга» из Авельянеды он дебютировал за новую команду. В этом же поединке Мауро забил свой первый гол за «Архентинос Хуниорс». В начале 2018 года Кирога на правах аренды перешёл в чилийский «Курико Унидо». 6 февраля в матче против «Сан-Луис Кильота» он дебютировал в чилийской Примере. 27 февраля 2018 года в поединке против «Унион Эспаньола» Мауро забил свой первый гол за «Курико Унидо». По окончании аренды клуб выкупил трансфер игрока. Летом 2019 года Кирога перешёл в мексиканскую «Некаксу». 21 июля в матче против «Крус Асуль» он дебютировал в мексиканской Примере. 4 августа в поединке против «Веракрус» Мауро забил свой первый гол за «Некаксу». В своём дебютном сезоне он забил 18 мячей и стал лучшим бомбардиром чемпионата вместе с Аланом Пулидо.
В 2020 году Кирога перешёл в «Атлетико Сан-Луис». 28 июля в матче против «Хуарес» он дебютировал за новый клуб. 10 августа в поединке против «Атласа» Мауро забил свой первый гол за «Атлетико Сан-Луис». В начале 2021 года Кирога стал игроком «Пачуки». 12 января в матче против «Хуарес» он дебютировал за новую команду. В этом же поединке Мауро забил свой первый гол за «Пачуку». Летом 2022 года игрок на правах аренды вернулся в «Некаксу», но этот раз не смог забить ни одного гола.
В начале 2022 года Кирога на правах аренды перешёл в эквадорский «Эмелек». 19 февраля в матче против «Макары» он дебютировал в эквадорской Серии A. В этом же поединке Мауро забил свой первый гол за «Эмелек». В 2023 году Кирога вернулся в Аргентину, подписав контракт с «Платенсе». 29 января в матче против «Ньюэллс Олд Бойз» он дебютировал за новую команду. 11 февраля в поединке против «Атлетико Тукуман» Мауро забил свой первый гол за «Платенсе». В начале 2024 года Кирога присоединился к «Депортес Антофагаста». 24 марта в матче против «Сан-Маркос де Арика» он дебютировал в чилийской Примере B. В этом же поединке Мауро забил свой первый гол за «Депортес Антофагаста».

## Достижения
Индивидуальные
- Лучший бомбардир мексиканской Примеры (18 голов) — Апертура 2019